# De Poes
De Poes is een Belgisch bier dat sinds 2016 gebrouwen wordt door Stijn David 's microbrouwerij Brouwerij De Poes uit Tielt. Van 2014 tot 2016 werd het gebrouwen bij Brouwerij Deca in Woesten. Vanaf 2016 wordt het bier gebrouwen op beide locaties.

## Varianten
- De Poes blond: blond bier van hoge gisting met een alcoholpercentage van 8% met hergisting in fles, ongefilterd en niet gepasteuriseerd
- De Poes Export: blond bier van lage gisting met een alcoholpercentage van 4,8%
- De Poes Speciale Belge: amberkleurig bier van hoge gisting, type spéciale belge, met een alcoholpercentage van 6%
- De Poes bruin: bruin bier van hoge gisting met een alcoholpercentage van 8,5%
- De Poes Houblon: blond bier van hoge gisting met een alcoholpercentage van 5,5%

## Onderscheidingen
In 2020 kreeg De Poes twee zilveren medailles voor de Poes Bruin & de Poes Export op de Concours International de Lyon. Ook kreeg het een 'hoofdvogel' op de International Beer Challenge in Londen.
De Poes Blond:
- 2020    Silver, International Beer Challenge[3]
- 2020    Grand Gold, Frankfurt International Trophy[4]
- 2019    Bronze, World Beer Challenge[5]
- 2019    Gold, Concours International de Lyon - Lyon International Competition[6]
- 2019    Grand Gold, Frankfurt International Trophy[7]
- 2019    Gold, Keuze van de Bezoeker, Brugs Bierfestival 2019[8]
- 2018    Bronze, International Beer Challenge[9]
- 2018    Gold, World Beer Challenge[10]
- 2017    Silver, World Beer Challenge[10]
- 2017    Silver, Australian International Beer Awards[11]
- 2016    Bronze, International Beer Challenge[12]
- 2016    Silver, World Beer Challenge[13]
- 2014    Eervolle vermelding, Brussels Beer Challenge[14]

De Poes Bruin:
- 2020    Best Ale above 5%, International Beer Challenge[15]
- 2020    Silver, Brussels Beer Challenge[16]
- 2020    Silver, Concours International de Lyon - Lyon International Competition[17]
- 2020    Grand Gold, Frankfurt International Trophy[18]
- 2019    Gold, World Beer Challenge[19]
- 2019    Silver, Brussels Beer Challenge[20]
- 2019    Silver, Concours International de Lyon - Lyon International Competition[21]

De Poes Export:
- 2020    Silver, Concours International de Lyon - Lyon International Competition[22]
- 2019    Gold, World Beer Challenge[19]
- 2019    Gold, Concours International de Lyon - Lyon International Competition[23]
- 2018    Silver, World Beer Challenge[10]

De Poes Houblon:
- 2019    Silver, World Beer Challenge[19]
- 2019    Silver, Concours International de Lyon - Lyon International Competition[24]